# Eumetazoa
Eumétazoaires, Métazoaires supérieurs, Vrais métazoaires
Sous-règne
Taxons de rang inférieur
- ParaHoxozoa (inclus Bilateria)
- Ctenophora

Les Eumétazoaires (Eumetazoa) ou métazoaires supérieurs ou vrais métazoaires (du grec ancien eu- « bien, vrai ») sont des organismes vivants pluricellulaires hétérotrophes. Ce sous-règne comprend tous les principaux groupes d'animaux, à l’exception des éponges. Ils auraient émergé il y a 940 millions d'années. Si ce sous-règne est largement accepté, des hésitations quant à la position respective des éponges et des cténaires pourraient le remettre en cause.
Les Eumétazoaires regroupent plus d'un million d'espèces décrites, réparties dans tous les milieux, y compris les plus extrêmes. Leurs vrais tissus se forment lorsque de multiples cellules se spécialisent, ce qui permet une plus grande efficacité énergétique.

## Caractéristiques propres
- Ils ne possèdent jamais de choanocytes, à la différence des éponges qui en ont.
- Des synapses chimiques permettent l’existence d’un « véritable système nerveux ».
- La différenciation cellulaire est très poussée. Les cellules spécialisées perdent leur pluripotence voire ne se divisent plus (ex : neurones, hématies…).
- La digestion est externe, c’est-à-dire à l'extérieur des cellules. Des enzymes digestives sont libérées dans une cavité digestive par les cellules sécrétrices de l’endoderme.
- Lors de l’embryogénèse, des feuillets cellulaires se forment par gastrulation : l’endoderme et l’ectoderme auront des devenirs précis.
- Les cellules s'organisent en tissus différenciés tel qu'épithéliums internes et  tissus conjonctifs. Les épithéliums notamment se caractérisent par une lame basale faite de collagène de type IV (protéine de la matrice extracellulaire).
- Des jonctions gap, ou jonctions lacunaires, formées grâce à des connexines, permettent la transmission de petites molécules entre les cytosols des cellules.

## Paléontologie
Les plus anciennes traces fossiles d'eumétazoaires datent de 700 Ma (dans le Précambrien). Ce sont des animaux fouisseurs. Les plus anciens fossiles indiscutables sont ceux de la faune d'Ediacara en Australie, datant de 630 Ma.[réf. souhaitée]

## Phylogénie
Cladogramme selon une étude réalisée par Laumer en 2018 :
|  | Bilateria                                             |
|  |                                                       |
|  | \| \| Cnidaria \| \| \| \| \| \| Placozoa \| \| \| \| |
|  |                                                       |
|  | Cnidaria                                              |
|  |                                                       |
|  | Placozoa                                              |
|  |                                                       |

|  | Cnidaria |
|  |          |
|  | Placozoa |
|  |          |

|  | Bilateria                                             |
|  |                                                       |
|  | \| \| Cnidaria \| \| \| \| \| \| Placozoa \| \| \| \| |
|  |                                                       |
|  | Cnidaria                                              |
|  |                                                       |
|  | Placozoa                                              |
|  |                                                       |

|  | Cnidaria |
|  |          |
|  | Placozoa |
|  |          |

|  | Bilateria                                             |
|  |                                                       |
|  | \| \| Cnidaria \| \| \| \| \| \| Placozoa \| \| \| \| |
|  |                                                       |
|  | Cnidaria                                              |
|  |                                                       |
|  | Placozoa                                              |
|  |                                                       |

|  | Cnidaria |
|  |          |
|  | Placozoa |
|  |          |

|  | Bilateria                                             |
|  |                                                       |
|  | \| \| Cnidaria \| \| \| \| \| \| Placozoa \| \| \| \| |
|  |                                                       |
|  | Cnidaria                                              |
|  |                                                       |
|  | Placozoa                                              |
|  |                                                       |

|  | Cnidaria |
|  |          |
|  | Placozoa |
|  |          |

## Systématique
Les eumétazoaires regroupent les embranchements suivants :
non classé « Radiata » (paraphylétique)
- Ctenophora
- Cnidaria
- Placozoa

Clade Bilateria
- Acoelomorpha
- Orthonectida
- Rhombozoa
- Div. Deuterostomia
  - Chordata
  - Xenambulacraria
    - Hemichordata
    - Echinodermata
    - Xenoturbellida
- Sous-div. Ecdysozoa
  - Kinorhyncha
  - Loricifera
  - Priapulida
  - Nematoda
  - Nematomorpha
  - Onychophora
  - Tardigrada
  - Arthropoda
- Sous-div.. Lophotrochozoa
  - Platyhelminthes
  - Gastrotricha
  - Rotifera
  - Acanthocephala
  - Gnathostomulida
  - Micrognathozoa
  - Cycliophora
  - Sipuncula
  - Nemertea
  - Phoronida
  - Ectoprocta, Bryozoa
  - Brachiopoda
  - Mollusca
  - Annelida
  - Entoprocta